# San Pedro Pochutla
San Pedro Pochutla è un comune del Messico, situato nello stato di Oaxaca.